# Oroku Ryōchū
Oroku Ueekata Ryōchū (小禄 親方 良忠) (27 juin 1819 – ?) aussi connu sous son nom de style chinois Ba Kokushō (馬 克承), est un aristocrate et fonctionnaire du gouvernement du royaume de Ryūkyū. Il est membre du Sanshikan de 1857 à 1859.

## Biographie
Ryōchū est né dans une famille aristocrate surnommée Ba-uji Oroku Dunchi (馬氏小禄殿内). Il était le 12e chef d'Oroku Dunchi et son père Oroku Ryōkyō a été un Sanshikan pendant le règne de Shō Iku.
En 1857, il est sélectionné comme membre du Sanshikan. Pro-japonais, c'est un allié politique de Makishi Chōchū (en) et d'Onga Chōkō (恩 河 朝 恒, également connu sous le nom de Shō Jorin 向 汝霖). L'élection du Sanshikan aurait eu lieu en 1859; Oroku et Makishi Chōchū offrent un pot-de-vin à deux samouraïs japonais, Ichiki Shirō et Sonoda Niemon (園田 仁 右衛門), afin de permettre à Makishi d'être élu. Cependant, Zakimi Seifu, un ancien Sanshikan qui fut destitué par Onga Chōkō et dut démissionner auparavant, accuse Makishi Chōchū de pratiquer la corruption lors des élections. L'acte illégal d'Oroku est alors révélé. Oroku est démis de ses fonctions et arrêté avec Makishi Chōchū et Onga Chōkō. Le Prince Ie (en) est nommé juge pour les interroger. Alors qu'Oroku nie toutes les allégations, Makishi plaide coupable. Oroku est exilé sur l'île Ie-jima et emprisonné dans un temple pendant cinq cents jours, Makishi et Onga, condamnés à l'exil : Makishi à Yaeyama pendant dix ans et Onga sur l'île Kume-jima pendant six ans. Cette affaire est connue sous le nom d'incident de Makishi Onga (牧 志 恩 河 事件) .